# ITF Women's Circuit 1998
L'ITF Women's Circuit 1998 è stata una serie di tornei gestita dall'organo internazionale del tennis, l'ITF. Lo scopo di questi tornei è quello di permettere, in particolare alle giovani tenniste, di migliorare la loro classifica per giocare in tornei più importanti. L'ITF Women's Circuit comprende tornei che hanno montepremi che vanno dai 5 000 ai 100 000 dollari.

## Gennaio
| Settimana  | Torneo                                                                                     | Vincitrice                                 | Finalista                     | Semifinaliste                   | Quarti di finale                                             |
| ---------- | ------------------------------------------------------------------------------------------ | ------------------------------------------ | ----------------------------- | ------------------------------- | ------------------------------------------------------------ |
| 8 gennaio  | ITF Women's Circuit San Antonio 1998 San Antonio, USA Cemento $10,000 Singolare - Doppio   | Andrea Šebová 7-5, 6-1                     | Mashona Washington            | Holly Parkinson Stephanie Mabry | Keri Phebus Ursula Svetlik Kim Grant Jean Okada              |
| 8 gennaio  | ITF Women's Circuit San Antonio 1998 San Antonio, USA Cemento $10,000 Singolare - Doppio   | Kim Grant Mashona Washington 4-6, 7-6, 6-2 | Andrea Šebová Silvia Uríčková | Holly Parkinson Stephanie Mabry | Keri Phebus Ursula Svetlik Kim Grant Jean Okada              |
| 13 gennaio | ITF Women's Circuit Reykjavik 1998 Reykjavík, Islanda Sintetico $10,000 Singolare - Doppio | Karolina Jagieniak 7-6, 6-0                | Gabriela Navrátilová          | Nikola Hübnerová Athina Briegel | Charlotte Aagaard Karina Karner Helen Laupa Olga Vymetálková |
| 13 gennaio | ITF Women's Circuit Reykjavik 1998 Reykjavík, Islanda Sintetico $10,000 Singolare - Doppio |                                            |                               | Nikola Hübnerová Athina Briegel | Charlotte Aagaard Karina Karner Helen Laupa Olga Vymetálková |
| 14 gennaio | ITF Women's Circuit Delray Beach 1998 Delray Beach, USA Cemento $10,000                    |                                            |                               |                                 |                                                              |
| 14 gennaio | ITF Women's Circuit Delray Beach 1998 Delray Beach, USA Cemento $10,000                    |                                            |                               |                                 |                                                              |
| 20 gennaio | Swedbank Ladies 1998 Båstad, Svezia Cemento $10,000                                        |                                            |                               |                                 |                                                              |
| 20 gennaio | Swedbank Ladies 1998 Båstad, Svezia Cemento $10,000                                        |                                            |                               |                                 |                                                              |
| 21 gennaio | ITF Women's Circuit Miami 1998 Miami, USA Cemento $10,000                                  |                                            |                               |                                 |                                                              |
| 21 gennaio | ITF Women's Circuit Miami 1998 Miami, USA Cemento $10,000                                  |                                            |                               |                                 |                                                              |
| 26 gennaio | Sheriff Jim Coats Clearwater Women's Open 1998 Clearwater, USA Cemento $25,000             |                                            |                               |                                 |                                                              |
| 26 gennaio | Sheriff Jim Coats Clearwater Women's Open 1998 Clearwater, USA Cemento $25,000             |                                            |                               |                                 |                                                              |
| 27 gennaio | ITF Women's Circuit Orense 1998 Orense, Spagna Cemento $10,000                             |                                            |                               |                                 |                                                              |
| 27 gennaio | ITF Women's Circuit Orense 1998 Orense, Spagna Cemento $10,000                             |                                            |                               |                                 |                                                              |
| 29 gennaio | Open Gaz de France de Bretagne 1998 Dinan, Francia Terra rossa $10,000                     |                                            |                               |                                 |                                                              |
| 29 gennaio | Open Gaz de France de Bretagne 1998 Dinan, Francia Terra rossa $10,000                     |                                            |                               |                                 |                                                              |

## Febbraio
| Settimana   | Torneo                                                                        | Vincitrice | Finalista | Semifinaliste | Quarti di finale |
| ----------- | ----------------------------------------------------------------------------- | ---------- | --------- | ------------- | ---------------- |
| 3 febbraio  | AEGON Pro Series Birkenhead 1998 Birkenhead, Gran Bretagna Cemento $10,000    |            |           |               |                  |
| 3 febbraio  | AEGON Pro Series Birkenhead 1998 Birkenhead, Gran Bretagna Cemento $10,000    |            |           |               |                  |
| 3 febbraio  | Trofeo Club Simó 1998 Maiorca, Spagna Terra rossa $10,000                     |            |           |               |                  |
| 3 febbraio  | Trofeo Club Simó 1998 Maiorca, Spagna Terra rossa $10,000                     |            |           |               |                  |
| 4 febbraio  | ITF Women's Circuit Wellington 1998 Wellington, Nuova Zelanda Cemento $10,000 |            |           |               |                  |
| 4 febbraio  | ITF Women's Circuit Wellington 1998 Wellington, Nuova Zelanda Cemento $10,000 |            |           |               |                  |
| 6 febbraio  | Ted-Firatpen Ladies Open 1998 Istanbul, Turchia Sintetico $10,000             |            |           |               |                  |
| 6 febbraio  | Ted-Firatpen Ladies Open 1998 Istanbul, Turchia Sintetico $10,000             |            |           |               |                  |
| 10 febbraio | AEGON Pro Series Birmingham 1998 Birmingham, Gran Bretagna Cemento $10,000    |            |           |               |                  |
| 10 febbraio | AEGON Pro Series Birmingham 1998 Birmingham, Gran Bretagna Cemento $10,000    |            |           |               |                  |
| 10 febbraio | Trofeo Ibatur 1998 Maiorca, Spagna Terra rossa $10,000                        |            |           |               |                  |
| 10 febbraio | Trofeo Ibatur 1998 Maiorca, Spagna Terra rossa $10,000                        |            |           |               |                  |
| 11 febbraio | Rogaška Open 1998 Rogaška Slatina, Slovenia Sintetico $25,000                 |            |           |               |                  |
| 11 febbraio | Rogaška Open 1998 Rogaška Slatina, Slovenia Sintetico $25,000                 |            |           |               |                  |
| 10 febbraio | Faro Ladies Open 1998 Faro, Portogallo Cemento $10,000                        |            |           |               |                  |
| 10 febbraio | Faro Ladies Open 1998 Faro, Portogallo Cemento $10,000                        |            |           |               |                  |
| 10 febbraio | Dow Corning Tennis Classic 1998 Midland, USA Cemento $50,000                  |            |           |               |                  |
| 10 febbraio | Dow Corning Tennis Classic 1998 Midland, USA Cemento $50,000                  |            |           |               |                  |
| 16 febbraio | ITF Women's Circuit Reynosa 1998 Reynosa, Messico Cemento $5,000              |            |           |               |                  |
| 16 febbraio | ITF Women's Circuit Reynosa 1998 Reynosa, Messico Cemento $5,000              |            |           |               |                  |
| 16 febbraio | ITF Women's Circuit Rochester 1998 Rochester, USA Cemento $75,000             |            |           |               |                  |
| 16 febbraio | ITF Women's Circuit Rochester 1998 Rochester, USA Cemento $75,000             |            |           |               |                  |
| 17 febbraio | AEGON Pro Series Redbridge 1998 Redbridge, Gran Bretagna Cemento $25,000      |            |           |               |                  |
| 17 febbraio | AEGON Pro Series Redbridge 1998 Redbridge, Gran Bretagna Cemento $25,000      |            |           |               |                  |
| 23 febbraio | ITF Women's Circuit Mumbai 1998 Mumbai, India Cemento $10,000                 |            |           |               |                  |
| 23 febbraio | ITF Women's Circuit Mumbai 1998 Mumbai, India Cemento $10,000                 |            |           |               |                  |
| 25 febbraio | AEGON Pro Series Bushey 1998 Bushey, Gran Bretagna Sintetico $25,000          |            |           |               |                  |
| 25 febbraio | AEGON Pro Series Bushey 1998 Bushey, Gran Bretagna Sintetico $25,000          |            |           |               |                  |

## Marzo
| Settimana | Torneo                                                                                      | Vincitrice | Finalista | Semifinaliste | Quarti di finale |
| --------- | ------------------------------------------------------------------------------------------- | ---------- | --------- | ------------- | ---------------- |
| 2 marzo   | ITF Women's Circuit New Delhi 1998 Nuova Delhi, India Cemento $10,000                       |            |           |               |                  |
| 2 marzo   | ITF Women's Circuit New Delhi 1998 Nuova Delhi, India Cemento $10,000                       |            |           |               |                  |
| 2 marzo   | ITF Women's Circuit Warrnambool 1998 Warrnambool, Australia Erba $10,000                    |            |           |               |                  |
| 2 marzo   | ITF Women's Circuit Warrnambool 1998 Warrnambool, Australia Erba $10,000                    |            |           |               |                  |
| 4 marzo   | ITF Women's Circuit Rockford 1998 Rockford, USA Cemento $25,000                             |            |           |               |                  |
| 4 marzo   | ITF Women's Circuit Rockford 1998 Rockford, USA Cemento $25,000                             |            |           |               |                  |
| 4 marzo   | Internationale Badische Damen Hallenmeisterschaften 1998 Buchen, Germania Sintetico $10,000 |            |           |               |                  |
| 4 marzo   | Internationale Badische Damen Hallenmeisterschaften 1998 Buchen, Germania Sintetico $10,000 |            |           |               |                  |
| 10 marzo  | ITF Women's Circuit Biel 1998 Bienne, Svizzera Cemento $25,000                              |            |           |               |                  |
| 10 marzo  | ITF Women's Circuit Biel 1998 Bienne, Svizzera Cemento $25,000                              |            |           |               |                  |
| 16 marzo  | ITF Women's Circuit Noda 1998 Noda, Giappone Cemento $25,000                                |            |           |               |                  |
| 16 marzo  | ITF Women's Circuit Noda 1998 Noda, Giappone Cemento $25,000                                |            |           |               |                  |
| 17 marzo  | ITF Women's Circuit Reims 1998 Reims, Francia Terra rossa $25,000                           |            |           |               |                  |
| 17 marzo  | ITF Women's Circuit Reims 1998 Reims, Francia Terra rossa $25,000                           |            |           |               |                  |
| 19 marzo  | ITF Women's Circuit Jaffa 1998 Giaffa, Israele Cemento $10,000                              |            |           |               |                  |
| 19 marzo  | ITF Women's Circuit Jaffa 1998 Giaffa, Israele Cemento $10,000                              |            |           |               |                  |
| 23 marzo  | ITF Women's Circuit Woodlands 1998 The Woodlands, USA Cemento $25,000                       |            |           |               |                  |
| 23 marzo  | ITF Women's Circuit Woodlands 1998 The Woodlands, USA Cemento $25,000                       |            |           |               |                  |
| 25 marzo  | ITF Women's Circuit Ashkelon 1998 Ascalona, Israele Cemento $10,000                         |            |           |               |                  |
| 25 marzo  | ITF Women's Circuit Ashkelon 1998 Ascalona, Israele Cemento $10,000                         |            |           |               |                  |
| 25 marzo  | Makarska Ladies Open 1998 Macarsca, Croazia Terra rossa $10,000                             |            |           |               |                  |
| 25 marzo  | Makarska Ladies Open 1998 Macarsca, Croazia Terra rossa $10,000                             |            |           |               |                  |
| 30 marzo  | ITF Women's Circuit Brest 1998 Brest, Francia Cemento $10,000                               |            |           |               |                  |
| 30 marzo  | ITF Women's Circuit Brest 1998 Brest, Francia Cemento $10,000                               |            |           |               |                  |
| 30 marzo  | Xenia Athens Open 1998 Atene, Grecia Terra rossa $10,000                                    |            |           |               |                  |
| 30 marzo  | Xenia Athens Open 1998 Atene, Grecia Terra rossa $10,000                                    |            |           |               |                  |
| 31 marzo  | Ciudad de Pontevedra 1998 Pontevedra, Spagna Cemento $10,000                                |            |           |               |                  |
| 31 marzo  | Ciudad de Pontevedra 1998 Pontevedra, Spagna Cemento $10,000                                |            |           |               |                  |
| 31 marzo  | Goldwater Women's Tennis Classic 1998 Phoenix, USA Cemento $50,000                          |            |           |               |                  |
| 31 marzo  | Goldwater Women's Tennis Classic 1998 Phoenix, USA Cemento $50,000                          |            |           |               |                  |

## Aprile
| Settimana | Torneo                                                                                       | Vincitrice | Finalista | Semifinaliste | Quarti di finale |
| --------- | -------------------------------------------------------------------------------------------- | ---------- | --------- | ------------- | ---------------- |
| 1º aprile | Gariful Hvar Open 1998 Lesina, Croazia Terra rossa $10,000                                   |            |           |               |                  |
| 1º aprile | Gariful Hvar Open 1998 Lesina, Croazia Terra rossa $10,000                                   |            |           |               |                  |
| 6 aprile  | ITF Women's Circuit Calvi 1998 Calvi, Francia Cemento $25,000                                |            |           |               |                  |
| 6 aprile  | ITF Women's Circuit Calvi 1998 Calvi, Francia Cemento $25,000                                |            |           |               |                  |
| 6 aprile  | Al Habtoor Future Challenge 1998 Dubai, Emirati Arabi Uniti Cemento $25,000                  |            |           |               |                  |
| 6 aprile  | Al Habtoor Future Challenge 1998 Dubai, Emirati Arabi Uniti Cemento $25,000                  |            |           |               |                  |
| 6 aprile  | Xenia Athens Open 1998 Atene, Grecia Terra rossa $25,000                                     |            |           |               |                  |
| 6 aprile  | Xenia Athens Open 1998 Atene, Grecia Terra rossa $25,000                                     |            |           |               |                  |
| 6 aprile  | Estoril Open 1998 Estoril, Portogallo Terra rossa $75,000                                    |            |           |               |                  |
| 6 aprile  | Estoril Open 1998 Estoril, Portogallo Terra rossa $75,000                                    |            |           |               |                  |
| 6 aprile  | ITF Women's Circuit Viña del Mar 1998 Viña del Mar, Cile Terra rossa $10,000                 |            |           |               |                  |
| 6 aprile  | ITF Women's Circuit Viña del Mar 1998 Viña del Mar, Cile Terra rossa $10,000                 |            |           |               |                  |
| 7 aprile  | ITF Women's Circuit Brindisi 1998 Brindisi, Italia Terra rossa $10,000                       |            |           |               |                  |
| 7 aprile  | ITF Women's Circuit Brindisi 1998 Brindisi, Italia Terra rossa $10,000                       |            |           |               |                  |
| 8 aprile  | Dubrovnik Open 1998 Ragusa, Croazia Terra rossa $10,000                                      |            |           |               |                  |
| 8 aprile  | Dubrovnik Open 1998 Ragusa, Croazia Terra rossa $10,000                                      |            |           |               |                  |
| 13 aprile | ITF Women's Circuit Burbank 1998 Burbank, USA Cemento $25,000                                |            |           |               |                  |
| 13 aprile | ITF Women's Circuit Burbank 1998 Burbank, USA Cemento $25,000                                |            |           |               |                  |
| 13 aprile | City of Ipswich Tennis International 1998 Ipswich, Australia Terra rossa $10,000             |            |           |               |                  |
| 13 aprile | City of Ipswich Tennis International 1998 Ipswich, Australia Terra rossa $10,000             |            |           |               |                  |
| 14 aprile | Open GDF SUEZ de Cagnes-sur-Mer Alpes-Maritimes 1998 Cagnes-sur-Mer, Francia Cemento $10,000 |            |           |               |                  |
| 14 aprile | Open GDF SUEZ de Cagnes-sur-Mer Alpes-Maritimes 1998 Cagnes-sur-Mer, Francia Cemento $10,000 |            |           |               |                  |
| 15 aprile | Torneo Internazionale Femminile Città Di Galatina 1998 Galatina, Italia Terra rossa $10,000  |            |           |               |                  |
| 15 aprile | Torneo Internazionale Femminile Città Di Galatina 1998 Galatina, Italia Terra rossa $10,000  |            |           |               |                  |
| 20 aprile | ITF Women's Circuit Shenzhen 1998 Shenzhen, Cina Cemento $25,000                             |            |           |               |                  |
| 20 aprile | ITF Women's Circuit Shenzhen 1998 Shenzhen, Cina Cemento $25,000                             |            |           |               |                  |
| 20 aprile | ITF Women's Circuit Industry Hills 1998 Industry Hills, USA Cemento $25,000                  |            |           |               |                  |
| 20 aprile | ITF Women's Circuit Industry Hills 1998 Industry Hills, USA Cemento $25,000                  |            |           |               |                  |
| 20 aprile | Solverde Tenis Cup 1998 Espinho, Portogallo Terra rossa $25,000                              |            |           |               |                  |
| 20 aprile | Solverde Tenis Cup 1998 Espinho, Portogallo Terra rossa $25,000                              |            |           |               |                  |
| 21 aprile | ITF Women's Circuit Prostejov 1998 Prostĕjov, Repubblica Ceca Terra rossa $25,000            |            |           |               |                  |
| 21 aprile | ITF Women's Circuit Prostejov 1998 Prostĕjov, Repubblica Ceca Terra rossa $25,000            |            |           |               |                  |
| 21 aprile | Trofeo Banca Arditi Galati 1998 Bari, Italia Terra rossa $10,000                             |            |           |               |                  |
| 21 aprile | Trofeo Banca Arditi Galati 1998 Bari, Italia Terra rossa $10,000                             |            |           |               |                  |
| 21 aprile | Open Gaz de France Pau-Gelos 1998 Gelos, Francia Terra rossa $10,000                         |            |           |               |                  |
| 21 aprile | Open Gaz de France Pau-Gelos 1998 Gelos, Francia Terra rossa $10,000                         |            |           |               |                  |
| 21 aprile | AEGON Pro Series Bournemouth 1998 Bournemouth, Gran Bretagna Terra rossa $10,000             |            |           |               |                  |
| 21 aprile | AEGON Pro Series Bournemouth 1998 Bournemouth, Gran Bretagna Terra rossa $10,000             |            |           |               |                  |
| 28 aprile | OVS Ladies Open 1998 Guimarães, Portogallo Cemento $10,000                                   |            |           |               |                  |
| 28 aprile | OVS Ladies Open 1998 Guimarães, Portogallo Cemento $10,000                                   |            |           |               |                  |
| 28 aprile | ITF Women's Circuit Hatfield 1998 Hatfield, Gran Bretagna Terra rossa $10,000                |            |           |               |                  |
| 28 aprile | ITF Women's Circuit Hatfield 1998 Hatfield, Gran Bretagna Terra rossa $10,000                |            |           |               |                  |
| 28 aprile | Internazionali di San Severo 1998 San Severo, Italia Terra rossa $10,000                     |            |           |               |                  |
| 28 aprile | Internazionali di San Severo 1998 San Severo, Italia Terra rossa $10,000                     |            |           |               |                  |
| 28 aprile | Allianz Cup 1998 Sofia, Bulgaria Terra rossa $10,000                                         |            |           |               |                  |
| 28 aprile | Allianz Cup 1998 Sofia, Bulgaria Terra rossa $10,000                                         |            |           |               |                  |
| 29 aprile | Kangaroo Cup International Ladies Open Tennis 1998 Gifu, Giappone Sintetico $50,000          |            |           |               |                  |
| 29 aprile | Kangaroo Cup International Ladies Open Tennis 1998 Gifu, Giappone Sintetico $50,000          |            |           |               |                  |

## Maggio
| Settimana | Torneo                                                                                     | Vincitrice | Finalista | Semifinaliste | Quarti di finale |
| --------- | ------------------------------------------------------------------------------------------ | ---------- | --------- | ------------- | ---------------- |
| 4 maggio  | ITF Women's Circuit Tampico 1998 Tampico, Messico Cemento $25,000                          |            |           |               |                  |
| 4 maggio  | ITF Women's Circuit Tampico 1998 Tampico, Messico Cemento $25,000                          |            |           |               |                  |
| 4 maggio  | ITF Women's Circuit Midlothian 1998 Midlothian, USA Terra rossa $25,000                    |            |           |               |                  |
| 4 maggio  | ITF Women's Circuit Midlothian 1998 Midlothian, USA Terra rossa $25,000                    |            |           |               |                  |
| 4 maggio  | ITF Women's Circuit Seoul 1998 Seul, Corea del Sud Terra rossa $25,000                     |            |           |               |                  |
| 4 maggio  | ITF Women's Circuit Seoul 1998 Seul, Corea del Sud Terra rossa $25,000                     |            |           |               |                  |
| 4 maggio  | AEGON Pro Series Cardiff 1998 Cardiff, Gran Bretagna Terra rossa $50,000                   |            |           |               |                  |
| 4 maggio  | AEGON Pro Series Cardiff 1998 Cardiff, Gran Bretagna Terra rossa $50,000                   |            |           |               |                  |
| 4 maggio  | Saris Cup Presov 1998 Prešov, Slovacchia Terra rossa $10,000                               |            |           |               |                  |
| 4 maggio  | Saris Cup Presov 1998 Prešov, Slovacchia Terra rossa $10,000                               |            |           |               |                  |
| 5 maggio  | ITF Women's Circuit Elvas 1998 Elvas, Portogallo Cemento $10,000                           |            |           |               |                  |
| 5 maggio  | ITF Women's Circuit Elvas 1998 Elvas, Portogallo Cemento $10,000                           |            |           |               |                  |
| 5 maggio  | Quartu Women's Tour 1998 Quartu Sant'Elena, Italia Cemento $10,000                         |            |           |               |                  |
| 5 maggio  | Quartu Women's Tour 1998 Quartu Sant'Elena, Italia Cemento $10,000                         |            |           |               |                  |
| 11 maggio | ITF Women's Circuit Caracas 1998 Caracas, Venezuela Cemento $10,000                        |            |           |               |                  |
| 11 maggio | ITF Women's Circuit Caracas 1998 Caracas, Venezuela Cemento $10,000                        |            |           |               |                  |
| 11 maggio | Porto Open 1998 Porto, Portogallo Terra rossa $75,000                                      |            |           |               |                  |
| 11 maggio | Porto Open 1998 Porto, Portogallo Terra rossa $75,000                                      |            |           |               |                  |
| 12 maggio | Internacional Femenil Poza Rica 1998 Poza Rica, Messico Cemento $10,000                    |            |           |               |                  |
| 12 maggio | Internacional Femenil Poza Rica 1998 Poza Rica, Messico Cemento $10,000                    |            |           |               |                  |
| 12 maggio | ITF Women's Circuit Haines City 1998 Haines City, USA Terra rossa $25,000                  |            |           |               |                  |
| 12 maggio | ITF Women's Circuit Haines City 1998 Haines City, USA Terra rossa $25,000                  |            |           |               |                  |
| 12 maggio | Nitra Cup 1998 Nitra, Slovacchia Terra rossa $10,000                                       |            |           |               |                  |
| 12 maggio | Nitra Cup 1998 Nitra, Slovacchia Terra rossa $10,000                                       |            |           |               |                  |
| 12 maggio | ITF Women's Circuit Novi Sad 1998 Novi Sad, Jugoslavia Terra rossa $10,000                 |            |           |               |                  |
| 12 maggio | ITF Women's Circuit Novi Sad 1998 Novi Sad, Jugoslavia Terra rossa $10,000                 |            |           |               |                  |
| 12 maggio | Open International du Touquet 1998 Le Touquet, Francia Terra rossa $10,000                 |            |           |               |                  |
| 12 maggio | Open International du Touquet 1998 Le Touquet, Francia Terra rossa $10,000                 |            |           |               |                  |
| 12 maggio | Torneo Club Tennis Tortosa 1998 Tortosa, Spagna Terra rossa $10,000                        |            |           |               |                  |
| 12 maggio | Torneo Club Tennis Tortosa 1998 Tortosa, Spagna Terra rossa $10,000                        |            |           |               |                  |
| 18 maggio | ITF Women's Circuit Spartanburg 1998 Spartanburg, USA Cemento $25,000                      |            |           |               |                  |
| 18 maggio | ITF Women's Circuit Spartanburg 1998 Spartanburg, USA Cemento $25,000                      |            |           |               |                  |
| 19 maggio | ITF Women's Circuit Rhodes 1998 Rodi, Grecia Cemento $10,000                               |            |           |               |                  |
| 19 maggio | ITF Women's Circuit Rhodes 1998 Rodi, Grecia Cemento $10,000                               |            |           |               |                  |
| 19 maggio | ITF Women's Circuit Zaragoza 1998 Saragozza, Spagna Terra rossa $10,000                    |            |           |               |                  |
| 19 maggio | ITF Women's Circuit Zaragoza 1998 Saragozza, Spagna Terra rossa $10,000                    |            |           |               |                  |
| 19 maggio | ITF Women's Circuit Azemeis 1998 Oliveira de Azeméis, Portogallo Cemento $10,000           |            |           |               |                  |
| 19 maggio | ITF Women's Circuit Azemeis 1998 Oliveira de Azeméis, Portogallo Cemento $10,000           |            |           |               |                  |
| 20 maggio | ITF Femenil Britania Coatzacoalcos 1998 Coatzacoalcos, Messico Cemento $10,000             |            |           |               |                  |
| 20 maggio | ITF Femenil Britania Coatzacoalcos 1998 Coatzacoalcos, Messico Cemento $10,000             |            |           |               |                  |
| 20 maggio | Memorial Eugenio Fontana 1998 Modena, Italia Terra rossa $10,000                           |            |           |               |                  |
| 20 maggio | Memorial Eugenio Fontana 1998 Modena, Italia Terra rossa $10,000                           |            |           |               |                  |
| 25 maggio | BGZ Cup 1998 Varsavia, Polonia Terra rossa $25,000                                         |            |           |               |                  |
| 25 maggio | BGZ Cup 1998 Varsavia, Polonia Terra rossa $25,000                                         |            |           |               |                  |
| 26 maggio | ITF Women's Circuit San Severino 1998 San Severino Marche, Italia Terra rossa $10,000      |            |           |               |                  |
| 26 maggio | ITF Women's Circuit San Severino 1998 San Severino Marche, Italia Terra rossa $10,000      |            |           |               |                  |
| 27 maggio | Hunt Communities USTA Women's Pro Tennis Classic El Paso 1998 El Paso, USA Cemento $10,000 |            |           |               |                  |
| 27 maggio | Hunt Communities USTA Women's Pro Tennis Classic El Paso 1998 El Paso, USA Cemento $10,000 |            |           |               |                  |
| 27 maggio | ITF Women's Circuit Salzburg 1998 Salisburgo, Austria Terra rossa $10,000                  |            |           |               |                  |
| 27 maggio | ITF Women's Circuit Salzburg 1998 Salisburgo, Austria Terra rossa $10,000                  |            |           |               |                  |

## Giugno
| Settimana | Torneo | Vincitrice | Finalista | Semifinaliste | Quarti di finale |
| --------- | --- | ---------- | --------- | ------------- | ---------------- |
| 1º giugno | ITF Women's Circuit Bourgas 1998 Burgas, Bulgaria Cemento $10,000                                          |            |           |               |                  |
| 1º giugno | ITF Women's Circuit Bourgas 1998 Burgas, Bulgaria Cemento $10,000                                          |            |           |               |                  |
| 1º giugno | ITF Women's Circuit Hungary 1998 Budapest, Ungheria Terra rossa $25,000                                    |            |           |               |                  |
| 1º giugno | ITF Women's Circuit Hungary 1998 Budapest, Ungheria Terra rossa $25,000                                    |            |           |               |                  |
| 1º giugno | ITF Women's Circuit Bytom 1998 Bytom, Polonia Terra rossa $25,000                                          |            |           |               |                  |
| 1º giugno | ITF Women's Circuit Bytom 1998 Bytom, Polonia Terra rossa $25,000                                          |            |           |               |                  |
| 1º giugno | ITF Women's Circuit Tashkent 1998 Tashkent, Uzbekistan Cemento $50,000                                     |            |           |               |                  |
| 1º giugno | ITF Women's Circuit Tashkent 1998 Tashkent, Uzbekistan Cemento $50,000                                     |            |           |               |                  |
| 2 giugno  | The Surbiton Trophy 1998 Surbiton, Gran Bretagna Erba $25,000                                              |            |           |               |                  |
| 2 giugno  | The Surbiton Trophy 1998 Surbiton, Gran Bretagna Erba $25,000                                              |            |           |               |                  |
| 2 giugno  | ITF Women's Circuit Ceuta 1998 Ceuta, Spagna Cemento $10,000                                               |            |           |               |                  |
| 2 giugno  | ITF Women's Circuit Ceuta 1998 Ceuta, Spagna Cemento $10,000                                               |            |           |               |                  |
| 3 giugno  | ITF Women's Circuit Little Rock 1998 Little Rock, USA Cemento $10,000                                      |            |           |               |                  |
| 3 giugno  | ITF Women's Circuit Little Rock 1998 Little Rock, USA Cemento $10,000                                      |            |           |               |                  |
| 3 giugno  | ITF Women's Circuit Antalya 1998 Adalia, Turchia Cemento $10,000                                           |            |           |               |                  |
| 3 giugno  | ITF Women's Circuit Antalya 1998 Adalia, Turchia Cemento $10,000                                           |            |           |               |                  |
| 8 giugno  | ITF Women's Circuit Sochi 1998 Soči, Russia Cemento $50,000                                                |            |           |               |                  |
| 8 giugno  | ITF Women's Circuit Sochi 1998 Soči, Russia Cemento $50,000                                                |            |           |               |                  |
| 8 giugno  | Lenzerheide Open 1998 Lenzerheide, Svizzera Terra rossa $10,000                                            |            |           |               |                  |
| 8 giugno  | Lenzerheide Open 1998 Lenzerheide, Svizzera Terra rossa $10,000                                            |            |           |               |                  |
| 9 giugno  | ITF Women's Circuit Camucia 1998 Camucia, Italia Terra rossa $10,000                                       |            |           |               |                  |
| 9 giugno  | ITF Women's Circuit Camucia 1998 Camucia, Italia Terra rossa $10,000                                       |            |           |               |                  |
| 10 giugno | ITF Women's Circuit Hilton Head Island 1998 Hilton Head Island, USA Cemento $10,000                        |            |           |               |                  |
| 10 giugno | ITF Women's Circuit Hilton Head Island 1998 Hilton Head Island, USA Cemento $10,000                        |            |           |               |                  |
| 10 giugno | Kedzierzyn Kozle Cup 1998 Kędzierzyn-Koźle, Polonia Terra rossa $10,000                                    |            |           |               |                  |
| 10 giugno | Kedzierzyn Kozle Cup 1998 Kędzierzyn-Koźle, Polonia Terra rossa $10,000                                    |            |           |               |                  |
| 15 giugno | ITF Women's Circuit Mount Pleasant 1998 Mount Pleasant, USA Cemento $25,000                                |            |           |               |                  |
| 15 giugno | ITF Women's Circuit Mount Pleasant 1998 Mount Pleasant, USA Cemento $25,000                                |            |           |               |                  |
| 15 giugno | ITF Women's Circuit Sopot 1998 Sopot, Polonia Terra rossa $25,000                                          |            |           |               |                  |
| 15 giugno | ITF Women's Circuit Sopot 1998 Sopot, Polonia Terra rossa $25,000                                          |            |           |               |                  |
| 16 giugno | ITF Women's Circuit Biel 1998 Bienne, Svizzera Terra rossa $10,000                                         |            |           |               |                  |
| 16 giugno | ITF Women's Circuit Biel 1998 Bienne, Svizzera Terra rossa $10,000                                         |            |           |               |                  |
| 16 giugno | Torneo Internazionale Femminile Città di Grado 1998 Grado, Italia Terra rossa $10,000                      |            |           |               |                  |
| 16 giugno | Torneo Internazionale Femminile Città di Grado 1998 Grado, Italia Terra rossa $10,000                      |            |           |               |                  |
| 16 giugno | Sampo Open 1998 Tallinn, Estonia Terra rossa $10,000                                                       |            |           |               |                  |
| 16 giugno | Sampo Open 1998 Tallinn, Estonia Terra rossa $10,000                                                       |            |           |               |                  |
| 17 giugno | Macha Lake Satellite 1998 Staré Splavy, Repubblica Ceca Terra rossa $10,000                                |            |           |               |                  |
| 17 giugno | Macha Lake Satellite 1998 Staré Splavy, Repubblica Ceca Terra rossa $10,000                                |            |           |               |                  |
| 22 giugno | ITF Women's Circuit Montreal 1998 Montréal, Canada Cemento $10,000                                         |            |           |               |                  |
| 22 giugno | ITF Women's Circuit Montreal 1998 Montréal, Canada Cemento $10,000                                         |            |           |               |                  |
| 23 giugno | ITF Women's Circuit Kavala 1998 Kavala, Grecia Cemento $10,000                                             |            |           |               |                  |
| 23 giugno | ITF Women's Circuit Kavala 1998 Kavala, Grecia Cemento $10,000                                             |            |           |               |                  |
| 23 giugno | ITF Women's Circuit Torrelavega 1998 Torrelavega, Spagna Terra rossa $10,000                               |            |           |               |                  |
| 23 giugno | ITF Women's Circuit Torrelavega 1998 Torrelavega, Spagna Terra rossa $10,000                               |            |           |               |                  |
| 23 giugno | Swedish Ladies 1998 Båstad, Svezia Terra rossa $10,000                                                     |            |           |               |                  |
| 23 giugno | Swedish Ladies 1998 Båstad, Svezia Terra rossa $10,000                                                     |            |           |               |                  |
| 24 giugno | TEIJIN Twaron Trophy 1998 Velp, Paesi Bassi Terra rossa $10,000                                            |            |           |               |                  |
| 24 giugno | TEIJIN Twaron Trophy 1998 Velp, Paesi Bassi Terra rossa $10,000                                            |            |           |               |                  |
| 24 giugno | ITF Women's Circuit Springfield 1998 Springfield, USA Cemento $10,000                                      |            |           |               |                  |
| 24 giugno | ITF Women's Circuit Springfield 1998 Springfield, USA Cemento $10,000                                      |            |           |               |                  |
| 29 giugno | Open GDF Suez de Mont de Marsan 1998 Mont-de-Marsan, Francia Terra rossa $10,000                           |            |           |               |                  |
| 29 giugno | Open GDF Suez de Mont de Marsan 1998 Mont-de-Marsan, Francia Terra rossa $10,000                           |            |           |               |                  |
| 29 giugno | Internationaler Württembergische Damen-Tennis-Meisterschaften 1998 Vaihingen, Germania Terra rossa $25,000 |            |           |               |                  |
| 29 giugno | Internationaler Württembergische Damen-Tennis-Meisterschaften 1998 Vaihingen, Germania Terra rossa $25,000 |            |           |               |                  |
| 30 giugno | Memorial Benito Grassi 1998 Orbetello, Italia Terra rossa $25,000                                          |            |           |               |                  |
| 30 giugno | Memorial Benito Grassi 1998 Orbetello, Italia Terra rossa $25,000                                          |            |           |               |                  |
| 30 giugno | ITF Women's Circuit Lohja 1998 Lohja, Finlandia Terra rossa $10,000                                        |            |           |               |                  |
| 30 giugno | ITF Women's Circuit Lohja 1998 Lohja, Finlandia Terra rossa $10,000                                        |            |           |               |                  |
| 30 giugno | Memorial Benito Grassi 1998 Orbetello, Italia Terra rossa $10,000                                          |            |           |               |                  |
| 30 giugno | Memorial Benito Grassi 1998 Orbetello, Italia Terra rossa $10,000                                          |            |           |               |                  |

## Luglio
| Settimana | Torneo                                                                                           | Vincitrice | Finalista | Semifinaliste | Quarti di finale |
| --------- | ------------------------------------------------------------------------------------------------ | ---------- | --------- | ------------- | ---------------- |
| 1º luglio | Future Alkmaar 1998 Alkmaar, Paesi Bassi Terra rossa $10,000                                     |            |           |               |                  |
| 1º luglio | Future Alkmaar 1998 Alkmaar, Paesi Bassi Terra rossa $10,000                                     |            |           |               |                  |
| 1º luglio | ITF Women's Circuit Skopje 1998 Skopje, Macedonia Terra rossa $10,000                            |            |           |               |                  |
| 1º luglio | ITF Women's Circuit Skopje 1998 Skopje, Macedonia Terra rossa $10,000                            |            |           |               |                  |
| 1º luglio | ITF Women's Circuit Edmond 1998 Edmond, USA Terra rossa $10,000                                  |            |           |               |                  |
| 1º luglio | ITF Women's Circuit Edmond 1998 Edmond, USA Terra rossa $10,000                                  |            |           |               |                  |
| 6 luglio  | ITF Women's Circuit Puchheim 1998 Puchheim, Germania Terra rossa $25,000                         |            |           |               |                  |
| 6 luglio  | ITF Women's Circuit Puchheim 1998 Puchheim, Germania Terra rossa $25,000                         |            |           |               |                  |
| 7 luglio  | AEGON Pro Series Felixstowe 1998 Felixstowe, Gran Bretagna Erba $10,000                          |            |           |               |                  |
| 7 luglio  | AEGON Pro Series Felixstowe 1998 Felixstowe, Gran Bretagna Erba $10,000                          |            |           |               |                  |
| 7 luglio  | ITF Women's Circuit Easton 1998 Easton, USA Cemento $10,000                                      |            |           |               |                  |
| 7 luglio  | ITF Women's Circuit Easton 1998 Easton, USA Cemento $10,000                                      |            |           |               |                  |
| 7 luglio  | ITF Women's Circuit Fiumicino 1998 Fiumicino, Italia Terra rossa $10,000                         |            |           |               |                  |
| 7 luglio  | ITF Women's Circuit Fiumicino 1998 Fiumicino, Italia Terra rossa $10,000                         |            |           |               |                  |
| 7 luglio  | Cidade de Vigo 1998 Vigo, Spagna Terra rossa $10,000                                             |            |           |               |                  |
| 7 luglio  | Cidade de Vigo 1998 Vigo, Spagna Terra rossa $10,000                                             |            |           |               |                  |
| 8 luglio  | ITF Women's Circuit Amersfoort 1998 Amersfoort, Paesi Bassi Terra rossa $10,000                  |            |           |               |                  |
| 8 luglio  | ITF Women's Circuit Amersfoort 1998 Amersfoort, Paesi Bassi Terra rossa $10,000                  |            |           |               |                  |
| 13 luglio | ITF Women's Circuit Mahwah 1998 Mahwah, USA Cemento $50,000                                      |            |           |               |                  |
| 13 luglio | ITF Women's Circuit Mahwah 1998 Mahwah, USA Cemento $50,000                                      |            |           |               |                  |
| 13 luglio | ITF Women's Circuit Qing Dao 1998 Qing Dao, Cina Cemento $25,000                                 |            |           |               |                  |
| 13 luglio | ITF Women's Circuit Qing Dao 1998 Qing Dao, Cina Cemento $25,000                                 |            |           |               |                  |
| 13 luglio | ITF Women's Circuit Harkiv 1998 Charkiv, Ucraina Terra rossa $10,000                             |            |           |               |                  |
| 13 luglio | ITF Women's Circuit Harkiv 1998 Charkiv, Ucraina Terra rossa $10,000                             |            |           |               |                  |
| 13 luglio | Internacional de Getxo 1998 Getxo, Spagna Terra rossa $25,000                                    |            |           |               |                  |
| 13 luglio | Internacional de Getxo 1998 Getxo, Spagna Terra rossa $25,000                                    |            |           |               |                  |
| 13 luglio | Darmstadt Tennis International 1998 Darmstadt, Germania Terra rossa $25,000                      |            |           |               |                  |
| 13 luglio | Darmstadt Tennis International 1998 Darmstadt, Germania Terra rossa $25,000                      |            |           |               |                  |
| 14 luglio | ITF Women's Circuit Civitanova 1998 Civitanova Marche, Italia Terra rossa $10,000                |            |           |               |                  |
| 14 luglio | ITF Women's Circuit Civitanova 1998 Civitanova Marche, Italia Terra rossa $10,000                |            |           |               |                  |
| 14 luglio | AEGON Pro Series Frinton 1998 Frinton-on-Sea, Gran Bretagna Erba $10,000                         |            |           |               |                  |
| 14 luglio | AEGON Pro Series Frinton 1998 Frinton-on-Sea, Gran Bretagna Erba $10,000                         |            |           |               |                  |
| 20 luglio | ITF Women's Circuit Peachtree 1998 Peachtree City, USA Cemento $25,000                           |            |           |               |                  |
| 20 luglio | ITF Women's Circuit Peachtree 1998 Peachtree City, USA Cemento $25,000                           |            |           |               |                  |
| 20 luglio | Ciudad de Valladolid 1998 Valladolid, Spagna Cemento $25,000                                     |            |           |               |                  |
| 20 luglio | Ciudad de Valladolid 1998 Valladolid, Spagna Cemento $25,000                                     |            |           |               |                  |
| 20 luglio | Iris Ladies Trophy 1998 Bruxelles, Belgio Terra rossa $10,000                                    |            |           |               |                  |
| 20 luglio | Iris Ladies Trophy 1998 Bruxelles, Belgio Terra rossa $10,000                                    |            |           |               |                  |
| 20 luglio | Ellesse Ladies Irish Open 1998 Dublino, Irlanda Sintetico $25,000                                |            |           |               |                  |
| 20 luglio | Ellesse Ladies Irish Open 1998 Dublino, Irlanda Sintetico $25,000                                |            |           |               |                  |
| 21 luglio | ITF Women's Circuit Lido di Camaiore 1998 Lido di Camaiore, Italia Terra rossa $10,000           |            |           |               |                  |
| 21 luglio | ITF Women's Circuit Lido di Camaiore 1998 Lido di Camaiore, Italia Terra rossa $10,000           |            |           |               |                  |
| 25 luglio | ITF Women's Circuit Rabat 1998 Rabat, Marocco Terra rossa $10,000                                |            |           |               |                  |
| 25 luglio | ITF Women's Circuit Rabat 1998 Rabat, Marocco Terra rossa $10,000                                |            |           |               |                  |
| 27 luglio | ITF Women's Circuit Winnipeg 1998 Winnipeg, Canada Cemento $25,000                               |            |           |               |                  |
| 27 luglio | ITF Women's Circuit Winnipeg 1998 Winnipeg, Canada Cemento $25,000                               |            |           |               |                  |
| 27 luglio | ITF Women's Circuit Salt Lake City 1998 Salt Lake City, USA Cemento $25,000                      |            |           |               |                  |
| 27 luglio | ITF Women's Circuit Salt Lake City 1998 Salt Lake City, USA Cemento $25,000                      |            |           |               |                  |
| 27 luglio | Torneo Internacional de Navarra 1998 Pamplona, Spagna Cemento $25,000                            |            |           |               |                  |
| 27 luglio | Torneo Internacional de Navarra 1998 Pamplona, Spagna Cemento $25,000                            |            |           |               |                  |
| 27 luglio | Open GDF SUEZ des Contamines-Montjoie 1998 Les Contamines, Francia Cemento $25,000               |            |           |               |                  |
| 27 luglio | Open GDF SUEZ des Contamines-Montjoie 1998 Les Contamines, Francia Cemento $25,000               |            |           |               |                  |
| 27 luglio | ITF Women's Circuit Rabat 1998 Rabat, Marocco Cemento $10,000                                    |            |           |               |                  |
| 27 luglio | ITF Women's Circuit Rabat 1998 Rabat, Marocco Cemento $10,000                                    |            |           |               |                  |
| 28 luglio | ITF Women's Circuit Muri Antichi 1998 Tremestieri Etneo-Muri Antichi, Italia Terra rossa $10,000 |            |           |               |                  |
| 28 luglio | ITF Women's Circuit Muri Antichi 1998 Tremestieri Etneo-Muri Antichi, Italia Terra rossa $10,000 |            |           |               |                  |
| 28 luglio | AEGON Pro Series Ilkley 1998 Ilkley, Gran Bretagna Erba $10,000                                  |            |           |               |                  |
| 28 luglio | AEGON Pro Series Ilkley 1998 Ilkley, Gran Bretagna Erba $10,000                                  |            |           |               |                  |
| 29 luglio | BMW AHG Cup 1998 Horb am Neckar, Germania Terra rossa $10,000                                    |            |           |               |                  |
| 29 luglio | BMW AHG Cup 1998 Horb am Neckar, Germania Terra rossa $10,000                                    |            |           |               |                  |
| 29 luglio | Bella Cup 1998 Toruń, Polonia Terra rossa $10,000                                                |            |           |               |                  |
| 29 luglio | Bella Cup 1998 Toruń, Polonia Terra rossa $10,000                                                |            |           |               |                  |

## Agosto
| Settimana | Torneo                                                                           | Vincitrice | Finalista | Semifinaliste | Quarti di finale |
| --------- | -------------------------------------------------------------------------------- | ---------- | --------- | ------------- | ---------------- |
| 3 agosto  | Fifth Third Bank Tennis Championships 1998 Lexington, USA Cemento $25,000        |            |           |               |                  |
| 3 agosto  | Fifth Third Bank Tennis Championships 1998 Lexington, USA Cemento $25,000        |            |           |               |                  |
| 4 agosto  | AEGON Pro Series Southsea 1998 Southsea, Gran Bretagna Erba $10,000              |            |           |               |                  |
| 4 agosto  | AEGON Pro Series Southsea 1998 Southsea, Gran Bretagna Erba $10,000              |            |           |               |                  |
| 4 agosto  | Open Gaz de France du Périgord 1998 Périgueux, Francia Terra rossa $10,000       |            |           |               |                  |
| 4 agosto  | Open Gaz de France du Périgord 1998 Périgueux, Francia Terra rossa $10,000       |            |           |               |                  |
| 4 agosto  | ITF Women's Circuit Umberto 1998 Catania-Umberto, Italia Terra rossa $10,000     |            |           |               |                  |
| 4 agosto  | ITF Women's Circuit Umberto 1998 Catania-Umberto, Italia Terra rossa $10,000     |            |           |               |                  |
| 4 agosto  | Rebecq Ladiez Trophy 1998 Rebecq, Belgio Terra rossa $10,000                     |            |           |               |                  |
| 4 agosto  | Rebecq Ladiez Trophy 1998 Rebecq, Belgio Terra rossa $10,000                     |            |           |               |                  |
| 5 agosto  | ITF Women's Circuit Paderborn 1998 Paderborn, Germania Terra rossa $10,000       |            |           |               |                  |
| 5 agosto  | ITF Women's Circuit Paderborn 1998 Paderborn, Germania Terra rossa $10,000       |            |           |               |                  |
| 10 agosto | Ritro Slovak Open 1998 Bratislava, Slovacchia Terra rossa $75,000                |            |           |               |                  |
| 10 agosto | Ritro Slovak Open 1998 Bratislava, Slovacchia Terra rossa $75,000                |            |           |               |                  |
| 11 agosto | ITF Women's Circuit Nicolosi 1998 Nicolosi, Italia Cemento $10,000               |            |           |               |                  |
| 11 agosto | ITF Women's Circuit Nicolosi 1998 Nicolosi, Italia Cemento $10,000               |            |           |               |                  |
| 11 agosto | Flanders Ladies Trophy Koksijde 1998 Koksijde, Belgio Terra rossa $10,000        |            |           |               |                  |
| 11 agosto | Flanders Ladies Trophy Koksijde 1998 Koksijde, Belgio Terra rossa $10,000        |            |           |               |                  |
| 11 agosto | Open Saint-Gaudens Midi Pyrénées 1998 Saint-Gaudens, Francia Terra rossa $10,000 |            |           |               |                  |
| 11 agosto | Open Saint-Gaudens Midi Pyrénées 1998 Saint-Gaudens, Francia Terra rossa $10,000 |            |           |               |                  |
| 12 agosto | Ted-Firatpen Ladies Open 1998 Istanbul, Turchia Cemento $10,000                  |            |           |               |                  |
| 12 agosto | Ted-Firatpen Ladies Open 1998 Istanbul, Turchia Cemento $10,000                  |            |           |               |                  |
| 16 agosto | Iris Ladies Trophy 1998 Bruxelles, Belgio Terra rossa $10,000                    |            |           |               |                  |
| 16 agosto | Iris Ladies Trophy 1998 Bruxelles, Belgio Terra rossa $10,000                    |            |           |               |                  |
| 17 agosto | EmblemHealth Bronx Open 1998 Bronx, USA Cemento $25,000                          |            |           |               |                  |
| 17 agosto | EmblemHealth Bronx Open 1998 Bronx, USA Cemento $25,000                          |            |           |               |                  |
| 17 agosto | ITF Women's Circuit Carrabba 1998 Mascali-Carrabba, Italia Terra rossa $10,000   |            |           |               |                  |
| 17 agosto | ITF Women's Circuit Carrabba 1998 Mascali-Carrabba, Italia Terra rossa $10,000   |            |           |               |                  |
| 18 agosto | ITF Women's Circuit Ibarra 1998 Ibarra, Ecuador Terra rossa $10,000              |            |           |               |                  |
| 18 agosto | ITF Women's Circuit Ibarra 1998 Ibarra, Ecuador Terra rossa $10,000              |            |           |               |                  |
| 19 agosto | Deza Trophy 1998 Valašské Meziříčí, Repubblica Ceca Terra rossa $10,000          |            |           |               |                  |
| 19 agosto | Deza Trophy 1998 Valašské Meziříčí, Repubblica Ceca Terra rossa $10,000          |            |           |               |                  |
| 19 agosto | Infond Open 1998 Maribor, Slovenia Terra rossa $10,000                           |            |           |               |                  |
| 19 agosto | Infond Open 1998 Maribor, Slovenia Terra rossa $10,000                           |            |           |               |                  |
| 25 agosto | Westend Ladies Tennis Cup 1998 Westend, Belgio Terra rossa $10,000               |            |           |               |                  |
| 25 agosto | Westend Ladies Tennis Cup 1998 Westend, Belgio Terra rossa $10,000               |            |           |               |                  |
| 25 agosto | ITF Women's Circuit Skiathos 1998 Sciato, Grecia Sintetico $10,000               |            |           |               |                  |
| 25 agosto | ITF Women's Circuit Skiathos 1998 Sciato, Grecia Sintetico $10,000               |            |           |               |                  |
| 25 agosto | ITF Women's Circuit Milan 1998 Milano, Italia Sintetico $10,000                  |            |           |               |                  |
| 25 agosto | ITF Women's Circuit Milan 1998 Milano, Italia Sintetico $10,000                  |            |           |               |                  |
| 26 agosto | Plzen Cup 1998 Plzeň, Repubblica Ceca Terra rossa $10,000                        |            |           |               |                  |
| 26 agosto | Plzen Cup 1998 Plzeň, Repubblica Ceca Terra rossa $10,000                        |            |           |               |                  |
| 31 agosto | ITF Women's Circuit Manaus 1998 Manaus, Brasile Cemento $25,000                  |            |           |               |                  |
| 31 agosto | ITF Women's Circuit Manaus 1998 Manaus, Brasile Cemento $25,000                  |            |           |               |                  |
| 31 agosto | ITF Women's Circuit Guayaquil 1998 Guayaquil, Ecuador Terra rossa $10,000        |            |           |               |                  |
| 31 agosto | ITF Women's Circuit Guayaquil 1998 Guayaquil, Ecuador Terra rossa $10,000        |            |           |               |                  |
| 31 agosto | Città di Spoleto 1998 Spoleto, Italia Terra rossa $25,000                        |            |           |               |                  |
| 31 agosto | Città di Spoleto 1998 Spoleto, Italia Terra rossa $25,000                        |            |           |               |                  |
| 31 agosto | Allianz Cup 1998 Sofia, Bulgaria Terra rossa $25,000                             |            |           |               |                  |
| 31 agosto | Allianz Cup 1998 Sofia, Bulgaria Terra rossa $25,000                             |            |           |               |                  |
| 31 agosto | Hechingen Ladies Open 1998 Hechingen, Germania Terra rossa $10,000               |            |           |               |                  |
| 31 agosto | Hechingen Ladies Open 1998 Hechingen, Germania Terra rossa $10,000               |            |           |               |                  |

## Settembre
| Settimana    | Torneo                                                                               | Vincitrice | Finalista | Semifinaliste | Quarti di finale |
| ------------ | ------------------------------------------------------------------------------------ | ---------- | --------- | ------------- | ---------------- |
| 1º settembre | ITF Women's Circuit 1998 Xanthi, Grecia Cemento $10,000                              |            |           |               |                  |
| 1º settembre | ITF Women's Circuit 1998 Xanthi, Grecia Cemento $10,000                              |            |           |               |                  |
| 1º settembre | ITF Women's Circuit Vila Do Conde 1998 Vila do Conde, Portogallo Cemento $10,000     |            |           |               |                  |
| 1º settembre | ITF Women's Circuit Vila Do Conde 1998 Vila do Conde, Portogallo Cemento $10,000     |            |           |               |                  |
| 7 settembre  | ITF Women's Circuit Kugayama 1998 Kugayama, Giappone Cemento $10,000                 |            |           |               |                  |
| 7 settembre  | ITF Women's Circuit Kugayama 1998 Kugayama, Giappone Cemento $10,000                 |            |           |               |                  |
| 7 settembre  | ITF Women's Circuit Lima 1998 Lima, Perù Terra rossa $10,000                         |            |           |               |                  |
| 7 settembre  | ITF Women's Circuit Lima 1998 Lima, Perù Terra rossa $10,000                         |            |           |               |                  |
| 7 settembre  | ITF Women's Circuit Messico City 1998 Città del Messico, Messico Cemento $25,000     |            |           |               |                  |
| 7 settembre  | ITF Women's Circuit Messico City 1998 Città del Messico, Messico Cemento $25,000     |            |           |               |                  |
| 8 settembre  | ITF Women's Circuit Povoa De Varzim 1998 Póvoa de Varzim, Portogallo Cemento $10,000 |            |           |               |                  |
| 8 settembre  | ITF Women's Circuit Povoa De Varzim 1998 Póvoa de Varzim, Portogallo Cemento $10,000 |            |           |               |                  |
| 8 settembre  | Open GDF SUEZ de la Porte du Hainaut 1998 Denain, Francia Terra rossa $10,000        |            |           |               |                  |
| 8 settembre  | Open GDF SUEZ de la Porte du Hainaut 1998 Denain, Francia Terra rossa $10,000        |            |           |               |                  |
| 8 settembre  | Internazionali Città di Fano 1998 Fano, Italia Terra rossa $10,000                   |            |           |               |                  |
| 8 settembre  | Internazionali Città di Fano 1998 Fano, Italia Terra rossa $10,000                   |            |           |               |                  |
| 8 settembre  | AEGON Pro Series Edinburgh 1998 Edimburgo, Gran Bretagna Terra rossa $25,000         |            |           |               |                  |
| 8 settembre  | AEGON Pro Series Edinburgh 1998 Edimburgo, Gran Bretagna Terra rossa $25,000         |            |           |               |                  |
| 9 settembre  | Zaton Open 1998 Zara, Croazia Terra rossa $10,000                                    |            |           |               |                  |
| 9 settembre  | Zaton Open 1998 Zara, Croazia Terra rossa $10,000                                    |            |           |               |                  |
| 14 settembre | Open GDF Bordeaux 1998 Bordeaux, Francia Terra rossa $50,000                         |            |           |               |                  |
| 14 settembre | Open GDF Bordeaux 1998 Bordeaux, Francia Terra rossa $50,000                         |            |           |               |                  |
| 14 settembre | ITF Women's Circuit Otocec 1998 Otočec, Slovenia Terra rossa $25,000                 |            |           |               |                  |
| 14 settembre | ITF Women's Circuit Otocec 1998 Otočec, Slovenia Terra rossa $25,000                 |            |           |               |                  |
| 15 settembre | c 1998 La Paz, Bolivia Terra rossa $10,000                                           |            |           |               |                  |
| 15 settembre | c 1998 La Paz, Bolivia Terra rossa $10,000                                           |            |           |               |                  |
| 15 settembre | ITF Women's Circuit Reggio Calabria 1998 Reggio Calabria, Italia Terra rossa $10,000 |            |           |               |                  |
| 15 settembre | ITF Women's Circuit Reggio Calabria 1998 Reggio Calabria, Italia Terra rossa $10,000 |            |           |               |                  |
| 16 settembre | ITF Women's Circuit Constanta 1998 Costanza, Romania Terra rossa $10,000             |            |           |               |                  |
| 16 settembre | ITF Women's Circuit Constanta 1998 Costanza, Romania Terra rossa $10,000             |            |           |               |                  |
| 16 settembre | Biograd Open 1998 Zaravecchia, Croazia Terra rossa $10,000                           |            |           |               |                  |
| 16 settembre | Biograd Open 1998 Zaravecchia, Croazia Terra rossa $10,000                           |            |           |               |                  |
| 21 settembre | ITF Women's Circuit Tucuman 1998 Tucumán, Argentina Terra rossa $25,000              |            |           |               |                  |
| 21 settembre | ITF Women's Circuit Tucuman 1998 Tucumán, Argentina Terra rossa $25,000              |            |           |               |                  |
| 21 settembre | Trofeo Città di Lecce 1998 Lecce, Italia Terra rossa $10,000                         |            |           |               |                  |
| 21 settembre | Trofeo Città di Lecce 1998 Lecce, Italia Terra rossa $10,000                         |            |           |               |                  |
| 21 settembre | ITF Women's Circuit Santiago 1998 Santiago, Cile Terra rossa $10,000                 |            |           |               |                  |
| 21 settembre | ITF Women's Circuit Santiago 1998 Santiago, Cile Terra rossa $10,000                 |            |           |               |                  |
| 21 settembre | ITF Women's Circuit Seattle 1998 Seattle, USA Cemento $50,000                        |            |           |               |                  |
| 21 settembre | ITF Women's Circuit Seattle 1998 Seattle, USA Cemento $50,000                        |            |           |               |                  |
| 22 settembre | AEGON Pro Series Sunderland 1998 Sunderland, Gran Bretagna Cemento $10,000           |            |           |               |                  |
| 22 settembre | AEGON Pro Series Sunderland 1998 Sunderland, Gran Bretagna Cemento $10,000           |            |           |               |                  |
| 23 settembre | ITF Women's Circuit Bucharest 1998 Bucarest, Romania Terra rossa $25,000             |            |           |               |                  |
| 23 settembre | ITF Women's Circuit Bucharest 1998 Bucarest, Romania Terra rossa $25,000             |            |           |               |                  |
| 23 settembre | Solaris Sibenik Open 1998 Sebenico, Croazia Terra rossa $10,000                      |            |           |               |                  |
| 23 settembre | Solaris Sibenik Open 1998 Sebenico, Croazia Terra rossa $10,000                      |            |           |               |                  |
| 28 settembre | ITF Women's Circuit Santa Clara 1998 Santa Clara, USA Cemento $75,000                |            |           |               |                  |
| 28 settembre | ITF Women's Circuit Santa Clara 1998 Santa Clara, USA Cemento $75,000                |            |           |               |                  |
| 28 settembre | AEGON Pro Series Glasgow 1998 Glasgow, Gran Bretagna Cemento $10,000                 |            |           |               |                  |
| 28 settembre | AEGON Pro Series Glasgow 1998 Glasgow, Gran Bretagna Cemento $10,000                 |            |           |               |                  |
| 28 settembre | ITF Women's Circuit Supetar 1998 San Pietro di Brazza, Croazia Terra rossa $10,000   |            |           |               |                  |
| 28 settembre | ITF Women's Circuit Supetar 1998 San Pietro di Brazza, Croazia Terra rossa $10,000   |            |           |               |                  |
| 28 settembre | ITF Women's Circuit Lerida 1998 Lleida, Spagna Terra rossa $10,000                   |            |           |               |                  |
| 28 settembre | ITF Women's Circuit Lerida 1998 Lleida, Spagna Terra rossa $10,000                   |            |           |               |                  |
| 28 settembre | ITF Women's Circuit Cordoba 1998 Córdoba, Argentina Terra rossa $10,000              |            |           |               |                  |
| 28 settembre | ITF Women's Circuit Cordoba 1998 Córdoba, Argentina Terra rossa $10,000              |            |           |               |                  |
| 28 settembre | Tbilisi Open 1998 Tbilisi, Georgia Terra rossa $25,000                               |            |           |               |                  |
| 28 settembre | Tbilisi Open 1998 Tbilisi, Georgia Terra rossa $25,000                               |            |           |               |                  |
| 28 settembre | Torneo Thessaloniki Tennis Club 1998 Salonicco, Grecia Terra rossa $25,000           |            |           |               |                  |
| 28 settembre | Torneo Thessaloniki Tennis Club 1998 Salonicco, Grecia Terra rossa $25,000           |            |           |               |                  |
| 28 settembre | ITF Women's Circuit Caracas 1998 Caracas, Venezuela Cemento $25,000                  |            |           |               |                  |
| 28 settembre | ITF Women's Circuit Caracas 1998 Caracas, Venezuela Cemento $25,000                  |            |           |               |                  |

## Ottobre
| Settimana  | Torneo                                                                                      | Vincitrice | Finalista | Semifinaliste | Quarti di finale |
| ---------- | ------------------------------------------------------------------------------------------- | ---------- | --------- | ------------- | ---------------- |
| 5 ottobre  | ITF Women's Circuit Saga 1998 Saga, Giappone Erba $25,000                                   |            |           |               |                  |
| 5 ottobre  | ITF Women's Circuit Saga 1998 Saga, Giappone Erba $25,000                                   |            |           |               |                  |
| 5 ottobre  | Coleman Vision Tennis Championships 1998 Albuquerque, USA Cemento $50,000                   |            |           |               |                  |
| 5 ottobre  | Coleman Vision Tennis Championships 1998 Albuquerque, USA Cemento $50,000                   |            |           |               |                  |
| 5 ottobre  | ITF Women's Circuit Santiago 1998 Santiago, Cile Terra rossa $25,000                        |            |           |               |                  |
| 5 ottobre  | ITF Women's Circuit Santiago 1998 Santiago, Cile Terra rossa $25,000                        |            |           |               |                  |
| 5 ottobre  | Batumi Open 1998 Batumi, Georgia Sintetico $25,000                                          |            |           |               |                  |
| 5 ottobre  | Batumi Open 1998 Batumi, Georgia Sintetico $25,000                                          |            |           |               |                  |
| 5 ottobre  | ITF Women's Circuit Montevideo 1998 Montevideo, Uruguay Terra rossa $10,000                 |            |           |               |                  |
| 5 ottobre  | ITF Women's Circuit Montevideo 1998 Montevideo, Uruguay Terra rossa $10,000                 |            |           |               |                  |
| 5 ottobre  | Orestiada Cup 1998 Orestiada, Grecia Cemento $10,000                                        |            |           |               |                  |
| 5 ottobre  | Orestiada Cup 1998 Orestiada, Grecia Cemento $10,000                                        |            |           |               |                  |
| 6 ottobre  | Open Catalunya 1998 Gerona, Spagna Terra rossa $10,000                                      |            |           |               |                  |
| 6 ottobre  | Open Catalunya 1998 Gerona, Spagna Terra rossa $10,000                                      |            |           |               |                  |
| 7 ottobre  | ITF Women's Circuit Dalby 1998 Dalby, Australia Cemento $10,000                             |            |           |               |                  |
| 7 ottobre  | ITF Women's Circuit Dalby 1998 Dalby, Australia Cemento $10,000                             |            |           |               |                  |
| 12 ottobre | ITF Women's Circuit Kooralbyn 1998 Kooralbyn, Australia Cemento $10,000                     |            |           |               |                  |
| 12 ottobre | ITF Women's Circuit Kooralbyn 1998 Kooralbyn, Australia Cemento $10,000                     |            |           |               |                  |
| 12 ottobre | AEGON Pro Series Southampton 1998 Southampton, Gran Bretagna Sintetico $50,000              |            |           |               |                  |
| 12 ottobre | AEGON Pro Series Southampton 1998 Southampton, Gran Bretagna Sintetico $50,000              |            |           |               |                  |
| 12 ottobre | ITF Women's Circuit Sao Paulo 1998 San Paolo, Brasile Terra rossa $25,000                   |            |           |               |                  |
| 12 ottobre | ITF Women's Circuit Sao Paulo 1998 San Paolo, Brasile Terra rossa $25,000                   |            |           |               |                  |
| 12 ottobre | ITF Women's Circuit Asuncion 1998 Asunción, Paraguay Terra rossa $10,000                    |            |           |               |                  |
| 12 ottobre | ITF Women's Circuit Asuncion 1998 Asunción, Paraguay Terra rossa $10,000                    |            |           |               |                  |
| 12 ottobre | Open International de la Ville de Saint Raphael 1998 Saint-Raphaël, Francia Cemento $10,000 |            |           |               |                  |
| 12 ottobre | Open International de la Ville de Saint Raphael 1998 Saint-Raphaël, Francia Cemento $10,000 |            |           |               |                  |
| 12 ottobre | ITF Women's Circuit Seoul 1998 Seul, Corea del Sud Cemento $25,000                          |            |           |               |                  |
| 12 ottobre | ITF Women's Circuit Seoul 1998 Seul, Corea del Sud Cemento $25,000                          |            |           |               |                  |
| 12 ottobre | ITF Women's Circuit Ahmedabad 1998 Ahmedabad, India Cemento $5,000                          |            |           |               |                  |
| 12 ottobre | ITF Women's Circuit Ahmedabad 1998 Ahmedabad, India Cemento $5,000                          |            |           |               |                  |
| 12 ottobre | ITF Women's Circuit Indian Wells 1998 Indian Wells, USA Cemento $25,000                     |            |           |               |                  |
| 12 ottobre | ITF Women's Circuit Indian Wells 1998 Indian Wells, USA Cemento $25,000                     |            |           |               |                  |
| 13 ottobre | ITF Women's Circuit Nicosia 1998 Nicosia, Cipro Terra rossa $10,000                         |            |           |               |                  |
| 13 ottobre | ITF Women's Circuit Nicosia 1998 Nicosia, Cipro Terra rossa $10,000                         |            |           |               |                  |
| 19 ottobre | Open GDF Suez de Touraine 1998 Joué-lès-Tours, Francia Cemento $25,000                      |            |           |               |                  |
| 19 ottobre | Open GDF Suez de Touraine 1998 Joué-lès-Tours, Francia Cemento $25,000                      |            |           |               |                  |
| 19 ottobre | AEGON Pro Series Welwyn 1998 Welwyn, Gran Bretagna Sintetico $25,000                        |            |           |               |                  |
| 19 ottobre | AEGON Pro Series Welwyn 1998 Welwyn, Gran Bretagna Sintetico $25,000                        |            |           |               |                  |
| 19 ottobre | ITF Women's Circuit Gold Coast 1998 Gold Coast, Australia Cemento $25,000                   |            |           |               |                  |
| 19 ottobre | ITF Women's Circuit Gold Coast 1998 Gold Coast, Australia Cemento $25,000                   |            |           |               |                  |
| 19 ottobre | ITF Women's Circuit Montevideo 1998 Montevideo, Uruguay Terra rossa $25,000                 |            |           |               |                  |
| 19 ottobre | ITF Women's Circuit Montevideo 1998 Montevideo, Uruguay Terra rossa $25,000                 |            |           |               |                  |
| 19 ottobre | ITF Women's Circuit Houston 1998 Houston, USA Cemento $50,000                               |            |           |               |                  |
| 19 ottobre | ITF Women's Circuit Houston 1998 Houston, USA Cemento $50,000                               |            |           |               |                  |
| 26 ottobre | ITF Women's Circuit Austin 1998 Austin, USA Cemento $50,000                                 |            |           |               |                  |
| 26 ottobre | ITF Women's Circuit Austin 1998 Austin, USA Cemento $50,000                                 |            |           |               |                  |
| 26 ottobre | Internationaux Féminins de la Vienne 1998 Poitiers, Francia Cemento $50,000                 |            |           |               |                  |
| 26 ottobre | Internationaux Féminins de la Vienne 1998 Poitiers, Francia Cemento $50,000                 |            |           |               |                  |
| 28 ottobre | Altea Star Cup 1998 Minsk, Bielorussia Sintetico $10,000                                    |            |           |               |                  |
| 28 ottobre | Altea Star Cup 1998 Minsk, Bielorussia Sintetico $10,000                                    |            |           |               |                  |

## Novembre
| Settimana   | Torneo                                                                                              | Vincitrice | Finalista | Semifinaliste | Quarti di finale |
| ----------- | --------------------------------------------------------------------------------------------------- | ---------- | --------- | ------------- | ---------------- |
| 2 novembre  | Circuito Feminino de Tenis do Estado de São Paulo 1998 Mogi das Cruzes, Brasile Terra rossa $25,000 |            |           |               |                  |
| 2 novembre  | Circuito Feminino de Tenis do Estado de São Paulo 1998 Mogi das Cruzes, Brasile Terra rossa $25,000 |            |           |               |                  |
| 2 novembre  | ITF Women's Circuit Rungsted 1998 Rungsted, Danimarca Sintetico $10,000                             |            |           |               |                  |
| 2 novembre  | ITF Women's Circuit Rungsted 1998 Rungsted, Danimarca Sintetico $10,000                             |            |           |               |                  |
| 3 novembre  | ITF Women's Circuit Moulins 1998 Moulins, Francia Cemento $10,000                                   |            |           |               |                  |
| 3 novembre  | ITF Women's Circuit Moulins 1998 Moulins, Francia Cemento $10,000                                   |            |           |               |                  |
| 9 novembre  | ITF Women's Circuit Ramat HaSharon 1998 Ramat HaSharon, Israele Cemento $25,000                     |            |           |               |                  |
| 9 novembre  | ITF Women's Circuit Ramat HaSharon 1998 Ramat HaSharon, Israele Cemento $25,000                     |            |           |               |                  |
| 9 novembre  | City of Mount Gambier Blue Lake Women's Classic 1998 Mount Gambier, Australia Cemento $25,000       |            |           |               |                  |
| 9 novembre  | City of Mount Gambier Blue Lake Women's Classic 1998 Mount Gambier, Australia Cemento $25,000       |            |           |               |                  |
| 9 novembre  | ITF Women's Circuit Suzano 1998 Suzano, Brasile Terra rossa $10,000                                 |            |           |               |                  |
| 9 novembre  | ITF Women's Circuit Suzano 1998 Suzano, Brasile Terra rossa $10,000                                 |            |           |               |                  |
| 9 novembre  | Open de Havre 1998 Le Havre, Francia Terra rossa $10,000                                            |            |           |               |                  |
| 9 novembre  | Open de Havre 1998 Le Havre, Francia Terra rossa $10,000                                            |            |           |               |                  |
| 9 novembre  | ITF Women's Circuit San Salvador 1998 San Salvador, El Salvador Terra rossa $10,000                 |            |           |               |                  |
| 9 novembre  | ITF Women's Circuit San Salvador 1998 San Salvador, El Salvador Terra rossa $10,000                 |            |           |               |                  |
| 9 novembre  | ITF Women's Circuit Hull 1998 Kingston upon Hull, Gran Bretagna Cemento $25,000                     |            |           |               |                  |
| 9 novembre  | ITF Women's Circuit Hull 1998 Kingston upon Hull, Gran Bretagna Cemento $25,000                     |            |           |               |                  |
| 10 novembre | ITF Women's Circuit Bossonnens 1998 Bossonnens, Svizzera Sintetico $10,000                          |            |           |               |                  |
| 10 novembre | ITF Women's Circuit Bossonnens 1998 Bossonnens, Svizzera Sintetico $10,000                          |            |           |               |                  |
| 16 novembre | ITF Women's Circuit Caracas 1998 Caracas, Venezuela Cemento $25,000                                 |            |           |               |                  |
| 16 novembre | ITF Women's Circuit Caracas 1998 Caracas, Venezuela Cemento $25,000                                 |            |           |               |                  |
| 16 novembre | ITF Women's Circuit Biel 1998 Bienne, Svizzera Sintetico $10,000                                    |            |           |               |                  |
| 16 novembre | ITF Women's Circuit Biel 1998 Bienne, Svizzera Sintetico $10,000                                    |            |           |               |                  |
| 16 novembre | Open Waterford Wedgwood 1998 Deauville, Francia Sintetico $10,000                                   |            |           |               |                  |
| 16 novembre | Open Waterford Wedgwood 1998 Deauville, Francia Sintetico $10,000                                   |            |           |               |                  |
| 16 novembre | ITF Women's Circuit Haibara 1998 Haibara, Giappone Sintetico $10,000                                |            |           |               |                  |
| 16 novembre | ITF Women's Circuit Haibara 1998 Haibara, Giappone Sintetico $10,000                                |            |           |               |                  |
| 16 novembre | Nyrstar Port Pirie Tennis International 1998 Port Pirie, Australia Cemento $25,000                  |            |           |               |                  |
| 16 novembre | Nyrstar Port Pirie Tennis International 1998 Port Pirie, Australia Cemento $25,000                  |            |           |               |                  |
| 16 novembre | ITF Women's Circuit São José dos Campos 1998 São José dos Campos, Brasile Terra rossa $10,000       |            |           |               |                  |
| 16 novembre | ITF Women's Circuit São José dos Campos 1998 São José dos Campos, Brasile Terra rossa $10,000       |            |           |               |                  |
| 16 novembre | ITF Women's Circuit Buenos Aires 1998 Buenos Aires, Argentina Terra rossa $25,000                   |            |           |               |                  |
| 16 novembre | ITF Women's Circuit Buenos Aires 1998 Buenos Aires, Argentina Terra rossa $25,000                   |            |           |               |                  |
| 16 novembre | ITF Women's Circuit Benoni 1998 Benoni, Sudafrica Cemento $5,000                                    |            |           |               |                  |
| 16 novembre | ITF Women's Circuit Benoni 1998 Benoni, Sudafrica Cemento $5,000                                    |            |           |               |                  |
| 16 novembre | ITF Women's Circuit Los Mochis 1998 Los Mochis, Messico Cemento $10,000                             |            |           |               |                  |
| 16 novembre | ITF Women's Circuit Los Mochis 1998 Los Mochis, Messico Cemento $10,000                             |            |           |               |                  |
| 16 novembre | Smart ITF Women's Circuit Manila 1998 Manila, Filippine Cemento $10,000                             |            |           |               |                  |
| 16 novembre | Smart ITF Women's Circuit Manila 1998 Manila, Filippine Cemento $10,000                             |            |           |               |                  |
| 16 novembre | ITF Women's Circuit Los Mochis 1998 Los Mochis, Messico Cemento $10,000                             |            |           |               |                  |
| 16 novembre | ITF Women's Circuit Los Mochis 1998 Los Mochis, Messico Cemento $10,000                             |            |           |               |                  |
| 23 novembre | ITF Women's Circuit Culiacan 1998 Culiacán, Messico Cemento $10,000                                 |            |           |               |                  |
| 23 novembre | ITF Women's Circuit Culiacan 1998 Culiacán, Messico Cemento $10,000                                 |            |           |               |                  |
| 23 novembre | ITF Women's Circuit Lima 1998 Lima, Perù Terra rossa $25,000                                        |            |           |               |                  |
| 23 novembre | ITF Women's Circuit Lima 1998 Lima, Perù Terra rossa $25,000                                        |            |           |               |                  |
| 23 novembre | ITF Women's Circuit Ioujima-Town 1998 Iōjima, Giappone Sintetico $10,000                            |            |           |               |                  |
| 23 novembre | ITF Women's Circuit Ioujima-Town 1998 Iōjima, Giappone Sintetico $10,000                            |            |           |               |                  |
| 23 novembre | Smart ITF Women's Circuit Manila 1998 Manila, Filippine Cemento $10,000                             |            |           |               |                  |
| 23 novembre | Smart ITF Women's Circuit Manila 1998 Manila, Filippine Cemento $10,000                             |            |           |               |                  |
| 23 novembre | ITF Women's Circuit Culiacan 1998 Culiacán, Messico Cemento $10,000                                 |            |           |               |                  |
| 23 novembre | ITF Women's Circuit Culiacan 1998 Culiacán, Messico Cemento $10,000                                 |            |           |               |                  |
| 23 novembre | ITF Women's Circuit Campos 1998 Campos, Brasile Cemento $10,000                                     |            |           |               |                  |
| 23 novembre | ITF Women's Circuit Campos 1998 Campos, Brasile Cemento $10,000                                     |            |           |               |                  |
| 23 novembre | ITF Women's Circuit Nurioopta 1998 Nurioopta, Australia Cemento $25,000                             |            |           |               |                  |
| 23 novembre | ITF Women's Circuit Nurioopta 1998 Nurioopta, Australia Cemento $25,000                             |            |           |               |                  |
| 30 novembre | ITF Women's Circuit New Delhi 1998 Nuova Delhi, India Cemento $75,000                               |            |           |               |                  |
| 30 novembre | ITF Women's Circuit New Delhi 1998 Nuova Delhi, India Cemento $75,000                               |            |           |               |                  |
| 30 novembre | Cergy Pontoise Challenger 1998 Cergy-Pontoise, Francia Cemento $50,000                              |            |           |               |                  |
| 30 novembre | Cergy Pontoise Challenger 1998 Cergy-Pontoise, Francia Cemento $50,000                              |            |           |               |                  |
| 30 novembre | ITF Women's Circuit Guadalajara 1998 Guadalajara, Messico Terra rossa $25,000                       |            |           |               |                  |
| 30 novembre | ITF Women's Circuit Guadalajara 1998 Guadalajara, Messico Terra rossa $25,000                       |            |           |               |                  |
| 30 novembre | ITF Women's Circuit Bogota 1998 Bogotà, Colombia Terra rossa $25,000                                |            |           |               |                  |
| 30 novembre | ITF Women's Circuit Bogota 1998 Bogotà, Colombia Terra rossa $25,000                                |            |           |               |                  |
| 30 novembre | Hotel do Frade ITF Challeneger 1998 Rio de Janeiro, Brasile Terra rossa $10,000                     |            |           |               |                  |
| 30 novembre | Hotel do Frade ITF Challeneger 1998 Rio de Janeiro, Brasile Terra rossa $10,000                     |            |           |               |                  |
| 30 novembre | Trofeo Ca'n Simo 1998 Maiorca, Spagna Terra rossa $10,000                                           |            |           |               |                  |
| 30 novembre | Trofeo Ca'n Simo 1998 Maiorca, Spagna Terra rossa $10,000                                           |            |           |               |                  |
| 30 novembre | ITF Women's Circuit Ain El Sukhna 1998 Ain Sukhna, Egitto Terra rossa $10,000                       |            |           |               |                  |
| 30 novembre | ITF Women's Circuit Ain El Sukhna 1998 Ain Sukhna, Egitto Terra rossa $10,000                       |            |           |               |                  |

## Dicembre
| Settimana   | Torneo                                                                       | Vincitrice | Finalista | Semifinaliste | Quarti di finale |
| ----------- | ---------------------------------------------------------------------------- | ---------- | --------- | ------------- | ---------------- |
| 7 dicembre  | ITF Women's Circuit Ismailia 1998 Ismailia, Egitto Terra rossa $10,000       |            |           |               |                  |
| 7 dicembre  | ITF Women's Circuit Ismailia 1998 Ismailia, Egitto Terra rossa $10,000       |            |           |               |                  |
| 7 dicembre  | Trofeo Ca'n Simo 2 1998 Maiorca, Spagna Terra rossa $10,000                  |            |           |               |                  |
| 7 dicembre  | Trofeo Ca'n Simo 2 1998 Maiorca, Spagna Terra rossa $10,000                  |            |           |               |                  |
| 7 dicembre  | Cali Challeneger 1998 Cali, Colombia Terra rossa $25,000                     |            |           |               |                  |
| 7 dicembre  | Cali Challeneger 1998 Cali, Colombia Terra rossa $25,000                     |            |           |               |                  |
| 7 dicembre  | ITF Women's Circuit Bad Gogging 1998 Bad Gögging, Germania Sintetico $50,000 |            |           |               |                  |
| 7 dicembre  | ITF Women's Circuit Bad Gogging 1998 Bad Gögging, Germania Sintetico $50,000 |            |           |               |                  |
| 16 dicembre | Zentiva Czech Open 1998 Průhonice, Repubblica Ceca Sintetico $25,000         |            |           |               |                  |
| 16 dicembre | Zentiva Czech Open 1998 Průhonice, Repubblica Ceca Sintetico $25,000         |            |           |               |                  |